# Speedy González
Speedy Gonzales (conegut també com a Speedy González o simplement Speedy), "El ratolí més veloç de tot Mèxic", és un ratolí de dibuixos animats dels estudis Warner Bros. que apareix a les sèries de curts d'animació Looney Tunes i Merrie Melodies. Els trets essencials de Speedy són la seva habilitat per córrer extremadament de pressa i el seu accent mexicà. Normalment porta un sobredimensionat barret mexicà de color groc, camisa i pantalons blancs, i un mocador vermell, similar al dels participants a les festes de San Fermin. Fins a la data, hi ha hagut 46 curtmetratges protagonitzats o presentant aquest personatge.

## Història
Speedy debuta en el curt de 1953 Cat-Tails for Two, dirigit per Robert Mckimson. En aquesta primera aparició, Speedy presenta una vestimenta diferent a la que el faria famós, i un disseny lleugerament diferent, també, amb unes grans dents frontals.
Seria dos anys després de Friz Freleng i l'animador Hawley Pratt redissenyarien el personatge a la seva encarnació moderna per al curt de 1955, Speedy Gonzales. Al curt, El gat Silvestre amenaça un grup de ratolins mentre protegeix una fàbrica de formatge a la frontera entre Mèxic i els EUA. És en aquest primer curt on la famosa frase de Speedy "¡Ándale! ¡Ándale! ¡Arriba! ¡Arriba"! seria pronunciada per primera volta, cortesia de Mel Blanc, el seu doblador. Aquest curt va guanyar l'Òscar a millor curtmetratge animat el 1955.
Els directors Freleng i McKimson prompte estabilirien Silvestre com el nemesis regular de Speedy als seus curtmetratges d'animació. Silvestre (sovint anomenat "El Gringo Pussygato" a prop Veloç) és constantment burlat i superat pel ratolí, fent que el gat patisca tota mena de dolors i humiliacions des de caure en trampes per a ratolins, com a beure accidentalment salsa calenta, tortures típiques que patien els personatges de dibuixos animats de la Warner Bros. A altres curts, Speedy faria tàndem amb el seu cosí Slowpoke Rodriguez, el "ratolí més lent a tot Mèxic". Slowpoke solia ser un ratolí que es ficava en tota mena de situacions perilloses, sovint causades per Silvestre, i que requerien la velocitat de Speedy per a salvar-lo.
Als EUA, els curts de Speedy Gonzales van ser retirats de la pantalla el 1999 per decisió pròpia de la cadena televisiva amb els seus drets d'emissió, Cartoon Network, ja que, suposadament, tant Speedy com Slowpoke serien imatges prototípiques negatives vers els Mexicans. Diverses associacions llatines van criticar la decisió, i van pressionar via la League of United Latin American Citizens perquè els curts de Speedy es tornaren a emetre, cosa que va succeir en 2002.

## Miscel·lània
El 1962, el cantant pop Pat Boone va crear una cançó que va liderar les llistes d'èxits dedicada al ratolí. A la cançó hi apareixien talls de veu de Mel Blanc. Manolo Muñoz, A.b. Quintanilla o Kumbia All Starz, versionarien la cançó posteriorment.
En 2006, Volkswagen va utilitzar Speedy Gonzales per publicitar el Volkswagen Golf.